# Rassoul Ndiaye
Rassoul Ndiaye (* 11. Dezember 2001 in Besançon) ist ein senegalesisch-französischer Fußballspieler, der bei Le Havre AC spielt.

## Karriere

### Verein
Ndiaye begann seine fußballerische Ausbildung bei Racing Besancon. Im Sommer 2014 wechselte er zum FC Sochaux ins Nachwuchsleistungszentrum. In der Saison 2018/19 kam er zu seinen ersten Einsätzen für die zweite Mannschaft in der National 3. Mitte März unterschrieb er bereits seinen ersten Profivertrag bei Sochaux. Am 4. Februar 2020 (23. Spieltag) kam er zu seinem Debüt in der Ligue 2, als er bei einem 1:1-Unentschieden gegen die AS Nancy in der Startelf stand. Neben Pokalspielen und Fünftligaspielen war dies jedoch sein einziger Einsatz für das Profiteam. In der Saison 2020/21 spielte er dort 25 Mal in der Ligue 2. Am 9. Spieltag der Folgespielzeit 2021/22 schoss er bei einem 2:1-Sieg über EA Guingamp sein erstes Profitor. Insgesamt schoss er in der Saison fünf Tore, gab drei Vorlagen, in 35 Ligaeinsätzen. Mit Sochaux spielte er zudem zweimal in der Aufstiegsrelegation, scheiterte jedoch knapp. 2022/23 kam er auf 31 Einsätze und schoss ein Tor.
Nach dem Zwangsabstieg von Sochaux wechselte Ndiaye für anderthalb Millionen Euro Ablöse in die Ligue 1 zum Le Havre AC. Dort konnte er am ersten Spieltag der Saison 2023/24 in der höchsten französischen Spielklasse gegen den HSC Montpellier debütieren.

### Nationalmannschaft
Bislang kam Ndiaye im September 2022 zu seinem Einsatz für die senegalesische U23-Nationalmannschaft.